# Olesicampe virginiensis
Olesicampe virginiensis là một loài tò vò trong họ Ichneumonidae.